# NGC 2502
NGC 2502 este o galaxie lenticulară situată în constelația Carena. A fost descoperită în 5 ianuarie 1837 de către John Herschel. Se află la o distanță de 12,39 megaparseci de Pământ.